# Catoryctis
Catoryctis is een geslacht van vlinders van de familie sikkelmotten (Oecophoridae), uit de onderfamilie Xyloryctinae.

## Soorten
- C. emarginata Lucas, 1900
- C. eugramma Meyrick, 1890
- C. mediolinea Lucas, 1893
- C. nonolinea Lucas, 1893
- C. perichalca Meyrick, 1923
- C. polysticta Lower, 1893
- C. subnexella (Walker, 1864)
- C. subparallela (Walker, 1864)
- C. tricrena Meyrick, 1890
- C. truncata Lucas, 1902